# Micropisthodon ochraceus
Micropisthodon ochraceus Mocquard, 1894 è un serpente della famiglia Lamprophiidae, endemico del Madagascar. È l'unica specie del genere Micropisthodon.

## Distribuzione e habitat
La specie è diffusa sul versante orientale del Madagascar. Il suo habitat tipico è la foresta pluviale di bassa quota. 

## Conservazione
La IUCN Red List classifica Micropisthodon ochraceus come specie a basso rischio (Least Concern).